# Stål
För efternamnet Stål/Ståhl och personer som bär detta namn, se Ståhl.

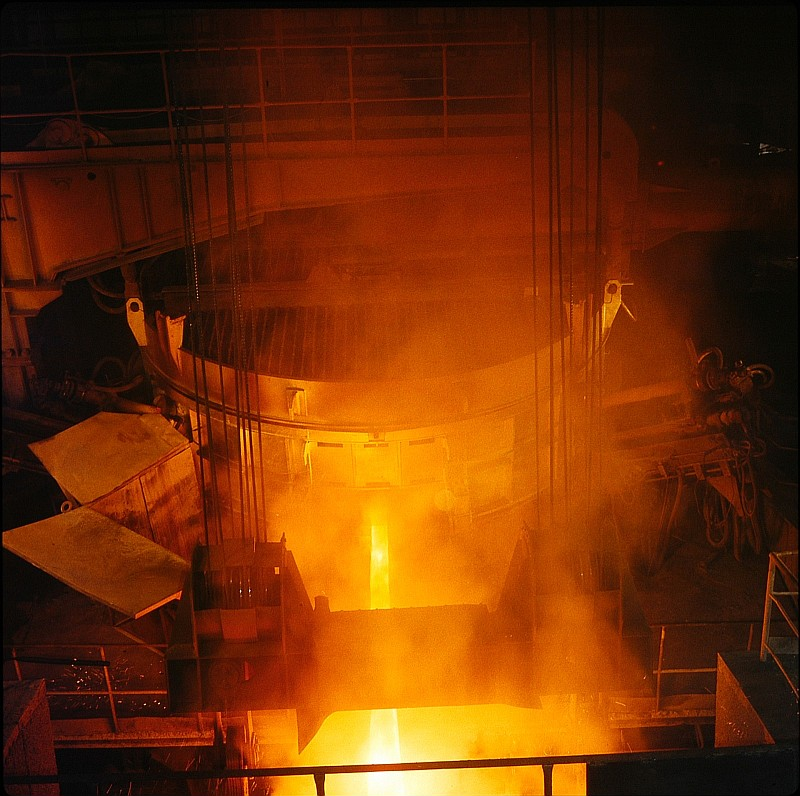
Tillverkning av stål i ljusbågsugn

Stål (latinskt namn: chalybs eller aciarium) är en smidbar legering huvudsakligen bestående av järn. Traditionella stålsorter har kol som viktigaste legeringsämne. Moderna stålsorter innehåller även många andra ämnen (exempelvis krom, nickel, molybden och vanadin), vilket ger stålet olika egenskaper. Stål med små mängder legeringsämnen utöver kol kallas olegerade stål eller kolstål. Stål som innehåller en högre halt av legeringsämnen utöver kol kallas legerade stål. De flesta former av kolstål är magnetiska (se också austenitiskt stål), men den avtar med ökad temperatur för att upphöra vid 769 °C.
Traditionella ståls kolhalt är högre än 0,4 procent (men lägre än cirka 2 procent). Detta gör smidesgodset härdbart, och det kan göras hårdare genom avkylning i vatten eller olja. Järn har antingen lägre eller betydligt högre halt av kol; gjutjärn och tackjärn har dock mycket hög kolhalt, vilket gör det omöjligt att smida. Kolet är ett så vanligt och viktigt legeringsämne att stål tidigare definierades som en järn-kol-legering.
Några av fördelarna med stål är att det går att forma plastiskt i både kallt och varmt tillstånd, att det kan härdas på ett flertal sätt, att legeringsämnen kan förändra stålets egenskaper samt att det går att materialåtervinna.

## Historia
Stålets historia sammanfaller delvis med järnets, då en exakt avgränsning mellan stål och järn i många fall är svår att göra. Normalt menas med stål en järnlegering med mellan 0,5 och 2 procent kolinnehåll, men definitionen styrs även av förekomsten av andra legeringar. När man först började framställa järn var kolhalten vanligen mycket låg, och man hade problem med att järnet blev för mjukt.
Mycket tidigt upptäckte man att man genom att upphetta järn på en kolbädd under längre tid kunde få järnet att ta upp kol. Ett av de äldsta beläggen på detta är en egyptisk kniv från 900 f. Kr. som har en kolhalt som klassificerar materialet som stål, men fynd från Cypern och Palestina tyder på att tekniken varit känd redan på 1100-talet f.Kr. Den romerska armén använde vapen av stål. I Kina hade man under Handynastin smält samman smidesjärn och gjutjärn och på så sätt fått en form av laminerat stål ca 100 f.Kr. Vid ungefär samma tidsepok framställdes stål i Norrbotten av grupper tillhörande den öst-västliga invandringen.
Sedan man börjat framställa tackjärn och infört masugnar omkring år 1300 och därigenom fått ett järn med hög kolhalt som gör järnet hårt, sprött och osmidbart, börjar stål framställas genom reducering av kolhalten i detta stål genom de så kallade härdjärnsmetoderna.
Under trycket av den tilltagande träkolsbristen uppkom i England omkring 1780 en ny välljärnsmetod, puddlingsmetoden, där tackjärnet behandlas i en stenkolseldad flammugn. En metod för framställning av stål i smält form hade uppfunnits redan omkring 1740, nämligen degelstålsmetoden.
Den moderna stålproduktionen tog sin början i samband med de tätt på varandra följande uppfinningarna av bessemer- och martinprocesserna. Ytterligare ett steg i utvecklingen togs i början av 1900-talet genom införandet av elektriska masugnar och elektrostålugnar.

## Egenskaper

### Legeringar av järn med kol

Fasdiagram för järn och kol

När rent järn värms upp från rumstemperatur till sin smältpunkt omvandlas dess kristallstruktur i flera steg som åskådliggörs i fasdiagram (se fasdiagram för järn och kol). Järnet kommer då att uppträda i två olika tillstånd, nämligen austenit och ferrit. Det ferrita tillståndet är stabilt vid två temperaturintervall. Det första intervallet ligger upp till 911 °C kallat α-järn (alfajärn) alternativt α-ferrit. Det andra intervallet ligger mellan 1392 °C och smältpunkten och kallas δ-järn (deltajärn) alternativt δ-ferrit. Austenit är enbart stabilt i ett intervall mellan 911 °C och 1392 °C, kallat γ-järn (gammajärn) alternativt γ-austenit.
Rent järn är mjukt och böjbart. Kolet verkar som ett bindande material, som förhindrar järnatomer i kristallagren från att glida förbi varandra. Mängden kol i legeringen bestämmer vilka egenskaper stålet får. Stål med högt kolinnehåll kan göras starkare, hårdare och mer elastiskt än järn, men det blir även sprödare.
Den maximala lösligheten för kol i austenit-fasen av järn är 2,1 viktprocent och inträffar vid 1130 °C; lägre temperatur eller högre kolhalt leder till att kolet kristalliserar sig och bildar järnkarbid (cementit, Fe3C). Järnlegeringar med högre kolhalter går under benämningen gjutjärn. Järn med liten andel kol kallas smidesjärn och innehåller ofta slagg.
Stål kan i sin tur legeras med andra grundämnen, som mangan, vilket ökar hållfastheten och värmeresistensen, eller krom och nickel som gör stålet rosttrögt. Dessa kallas legerade stål.
Stål kan även härdas, för att öka hårdhet och slitstyrka i ytskiktet. Det finns många olika principer för härdning. Några exempel är:
- Lösningshärdning: Främmande atomer (legeringsämnen) tar plats i kristallgittret och åstadkommer spänningar som hindrar dislokationsrörelser.
- Utskiljningshärdning: Främmande atomer tillsätts och temperaturhöjning gör att de uppgår i ett enfasigt tillstånd. Materialet kyls därefter snabbt till en temperatur där legeringsämnet inte är lösligt och en övermättad lösning skapas. Detta förhindrar dislokationsrörelser i kristallgittret.
- Deformationshärdning: Dislokationer i kristallgittret uppstår då stålet utsätts för mekanisk bearbetning. Dislokationerna i sig själva förhindrar nya dislokationsrörelser och materialet härdas.

### Kolfria stål
För att göra stål rostfritt tillsätts krom som ger det ett skyddande oxidskikt i luft. Kolatomer i stål rubbar dock inte bara järnatomernas kristallstruktur, utan även oxidskiktets. Därför behöver man i krävande tillämpningar ha stålsorter med så lite kol som möjligt. Stål graderat till 304L har max 0,03 % kol och används för byggnader utomhus och i bryggeriindustrin. Graden 304UL innebär max 0,02 % kol och används i kärnkraftsindustrin.
Kolfritt stål tillverkas genom att man vakumbehandlar smält stål. På så sätt ångas kolet bort i form av koloxid tills smältan innehåller 0,0040-0,0070 % kol. För att komma under den nivån kan man tillsätta titan som binder starkt till kol och på så sätt hindrar kolatomer från att inkluderas i järnatomernas kristallstruktur.
Kväveatomer interagerar med järnatomer på ett sätt som liknar kolatomer utan att störa kromets oxidskikt. I och med att kväve finns i atmosfären hamnar en viss mängd i stålet vid traditionell ståltillverkning, men för att tillföra tillräckligt mycket kväve för att ersätta kolets funktion i stål måste kväve tillföras under högt tryck. Ett exempel på kvävestål är AL-6XN som är okänsligt för kloridjoner och som därför kan användas i avsaltningsanläggningar .

### Varianter av stål

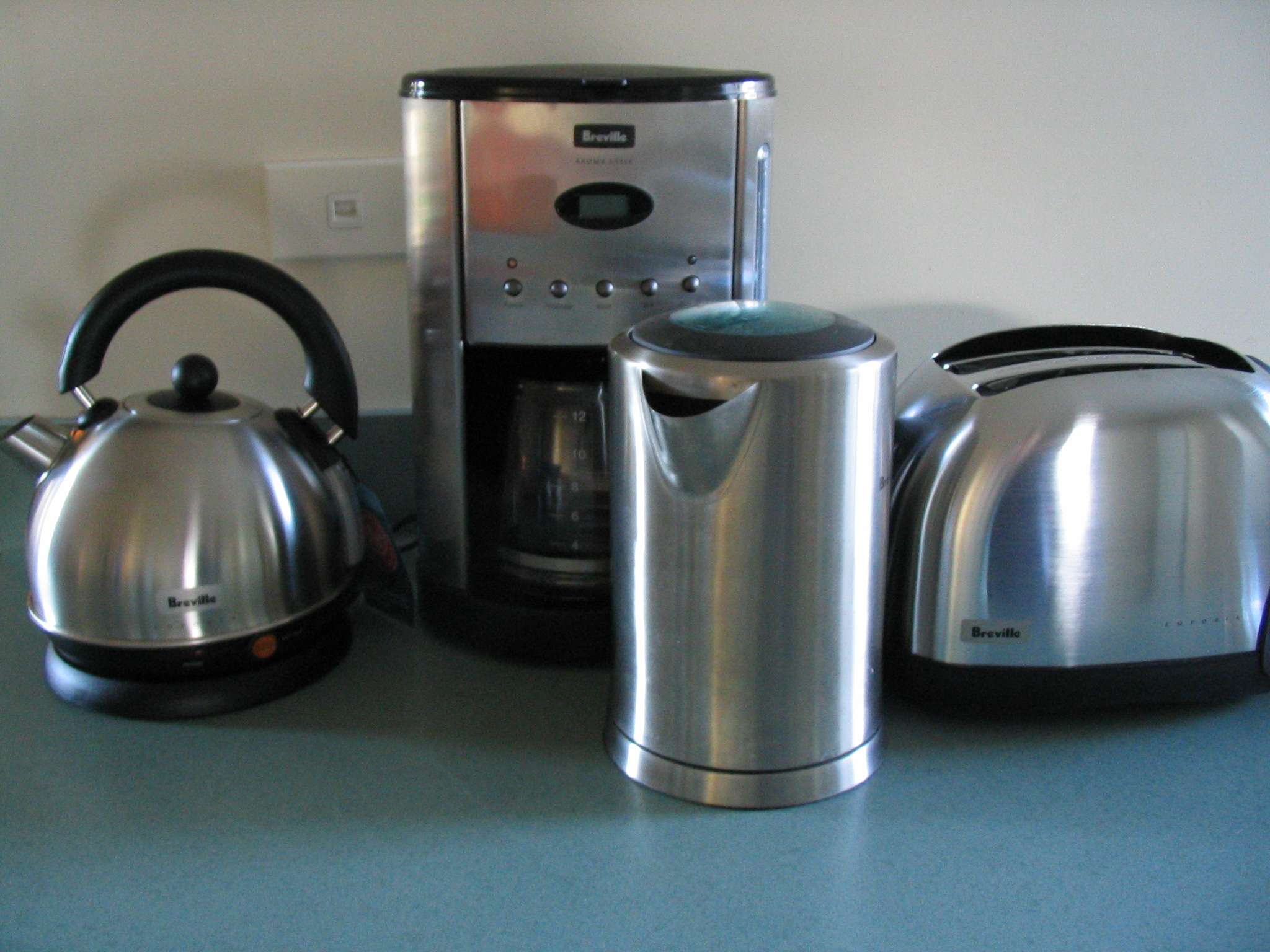
Hushållsutrustning av rostfritt stål

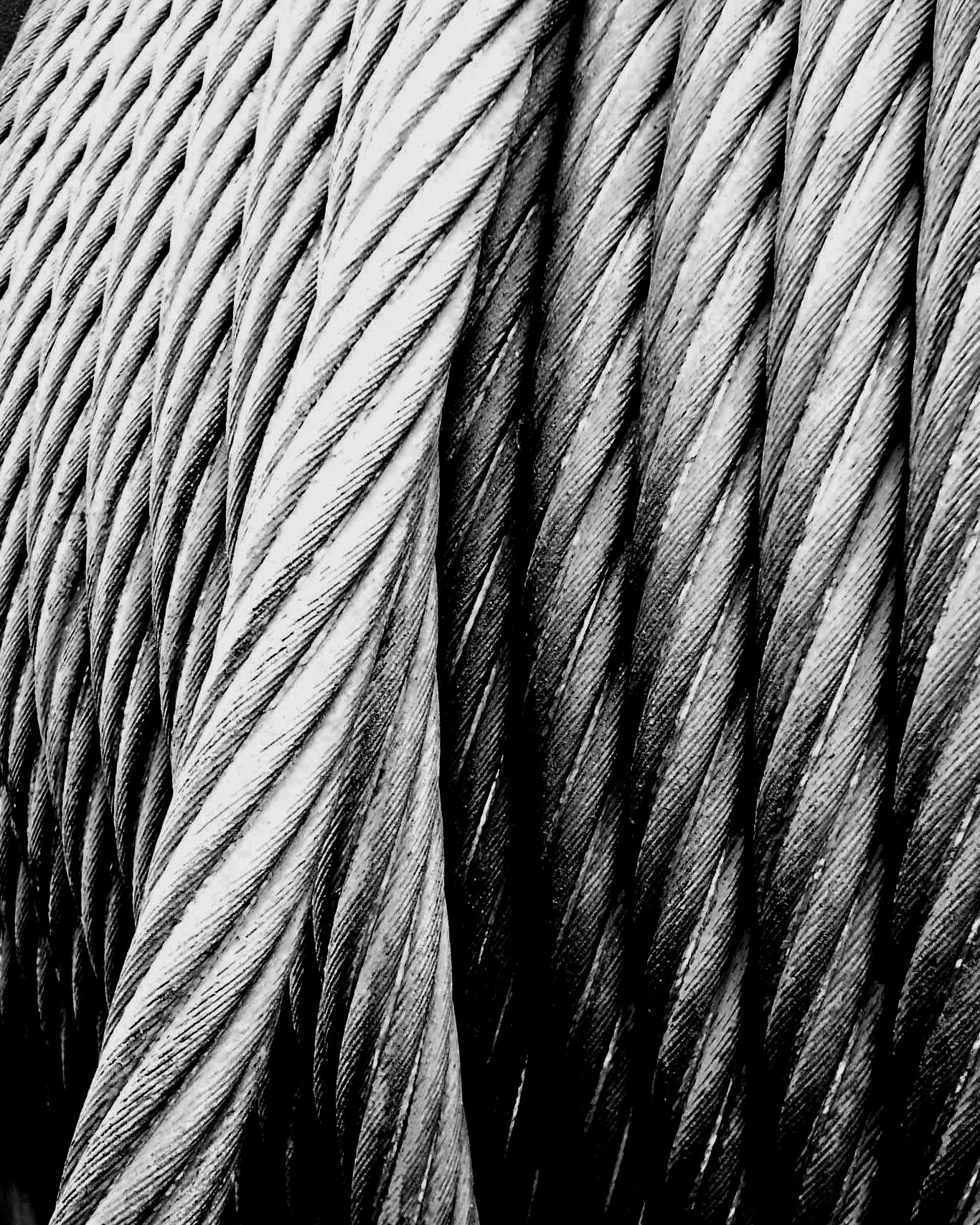
Stålvajer av låglegerat stål

Det finns flera olika typer av stål och flera sätt att dela in de olika typerna. En vanlig indelning bygger på halten av legeringsämnen:
- Kolstål är ett "enklare" stål med kol som legeringsämne och därutöver vanligen mindre mängder kisel och mangan. Kolhalten är vanligen 0,01 %-1,3 %, halten kisel under 0,3 % och halten mangan under 0,8 %. Kolstål används exempelvis för framställning av bilkarosser.
- Låglegerade stål är stål med en sammanlagd halt av legeringsämnen under 5 %. Förutom kol, kisel och mangan kan låglegerade stål innehålla framför allt krom, nickel och molybden. Låglegerat stål används exempelvis för framställning av kullager. En kolhalt på 0,5-0,6 % ger ett lämpligt stål (fjäderstål) för framställning av fjädrar av olika slag. För att få önskade egenskaper tillsätts bland annat små halter av halvmetallen kisel (Si) och metallerna mangan (Mn), krom (Cr), vanadin (V, även kallat vanadium) samt ickemetallen svavel (S).
- Höglegerade stål är stål med en sammanlagd halt av legeringsämnen över 5 %; legeringshalter ända upp till över 30 % förekommer. Vanligast inom denna kategori är rostfritt stål, där framför allt krom, nickel och molybden bidrar till korrosionsresistensen. Stål med högre halter av krom och molybden kallas för syrafast stål. Ofta ingår även nickel för att ge det rostfria stålet en viss struktur; dessa kallas austenitiska rostfria stål.

En annan indelning är efter produktionsvolym och pris:
- Handelsstål är bulkproducerat stål, framställt i stora volymer. Handelsstål är vanligen kolstål. Exempel på produkter av handelsstål är armeringsjärn och stålplåt för bil- och fartygsbyggnad.
- Specialstål är stål som framställs i mindre volym och till högre pris och används för mer krävande tillämpningar. Specialstål är vanligen legerade stål, endera låglegerade eller höglegerade. Exempel på produkter som framställs av specialstål är kullager och rostfri stålplåt till kemikalietankar.

### Järn och stål

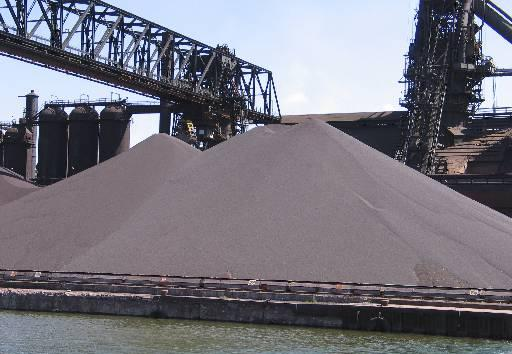
Järnmalmspellets som smälts för att utvinna järn

Järn är den näst vanligaste metallen och det fjärde vanligaste grundämnet och utgör omkring 6 procent av jordskorpan. Den är däremot mycket lättoxiderad och förekommer ytterst sällan i ren form, utan som olika typer av järnoxid. Järnoxid är ett mjukt material med få användningsområden. Järn utvinns från malmen genom att man tar bort syre genom att kombinera det med en kemisk partner som till exempel kol. Denna process, som kallas reduktion tar först bort syret ur malmen som därefter smälts för att sedan gjutas till användbara former. Smältning, utfördes först på metaller med lägre smältpunkt. Koppar smälter strax över 1000 °C, en temperatur som kan uppnås med metoder som använts i åtminstone 8500 år, sedan neolitikum. Järn smälter vid 1500 °C, vilket är betydligt svårare att uppnå.
Eftersom oxideringstakten ökar snabbt vid temperaturer över 800 °C är det viktigt att smältningen sker i en ganska syrefattig omgivning. I motsats till koppar och tenn så löser kol sig bra i flytande järn, så att smältning resulterar i en legering som innehåller för mycket kol för att kallas stål.
I de äldsta järnframställningsugnarna var dock detta inget problem, järnet blev helt enkelt inte tillräckligt lättflytande för att ta upp kol - istället var en för låg kolhalt ett problem då järnet blev för mjukt. När man senare började höja temperaturen i järnframställningsugnarna ansågs det gjutjärn och senare tackjärn man fick fram helt obrukbart, innan man lärde sig använda även gjutjärnet, och även minska kolhalten i järnet genom tysksmide.

### Korrosion
När kolstål rostar bildas en oxidfilm som i vissa fall kan vara passiv. Om luftfuktigheten är under 60 % rostar inte kolstål förutsatt att det inte har en förorenad yta. Temperatur inverkar även på korrosion. Som exempel kan nämnas att om temperaturen är 7 °C över utomhustemperaturen korroderar ej kolstål.

## Produktion och användning

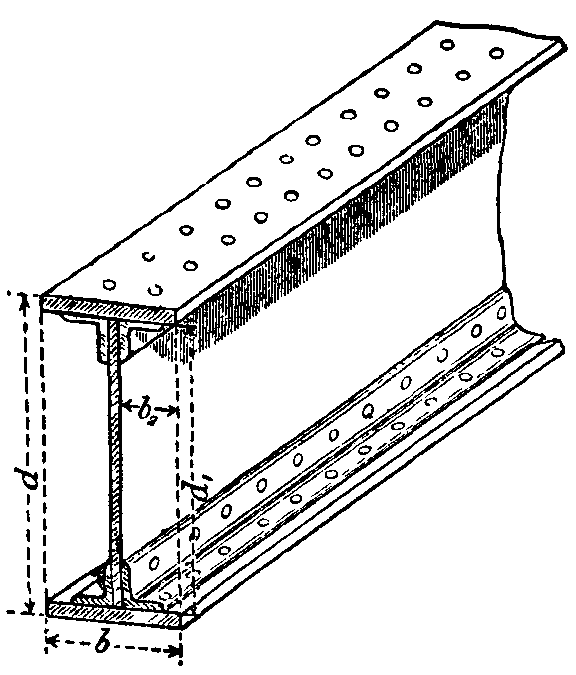
En stålbalk bestående av grovplåt och vinkeljärn.

Stål förekommer i en mängd olika typer med noga kontrollerad sammansättning. Några huvudgrupper av stål är:
- Gjutstål
- Höghållfast stål
- Konstruktionsstål
- Rostfritt stål
- Byggnadsstål
- Verktygsstål

### Standardisering
De standarder för stål som numera gäller i Sverige tas fram av CEN och fastslås av SIS, som till exempel SS-EN 10025 för allmänna konstruktionsstål.